# Franziskanerinnen vom hl. Josef
Die Franziskanerinnen vom hl. Josef (Ordenskürzel: FSJ) sind ein römisch-katholischer Frauenorden mit Mutterhaus in Schweich an der Mosel und Generalat in Curitiba, Brasilien. Die Schwestern arbeiten hauptsächlich in der Kranken- und Altenpflege, betreiben aber in ihren Missionsgebieten auch Schulen. Sie sind in Deutschland, den Niederlanden, Italien, Honduras, Angola und Brasilien tätig. In Deutschland sind die Schwestern Träger von Altenheimen in Bad Honnef-Aegidienberg, Unkel, Körperich, Speicher und Schweich.

## Geschichte
Die Gemeinschaft wurde 1867 von Alphonsa Kuborn gegründet.
Alphonsa Kuborn wurde 1830 in Mertert (Luxemburg) geboren und trat zunächst in die Kongregation der Hospitalschwestern von der hl. Elisabeth in Luxemburg-Pfaffenthal ein.
Einige Jahre später wurde sie darum gebeten, in Schweich mit einigen in der Krankenpflege tätigen Frauen eine neue Gemeinschaft zu gründen, die sich zunächst Barmherzige Schwestern des regulierten 3. Ordens des hl. Franziskus von Assisi in Schweich nannte. Die Ordensregel wurde 1896 approbiert.
Bedingt durch den Kulturkampf musste die kleine Gemeinschaft 1877 in die Niederlande umsiedeln und gründete dort 1883 das Kloster St. Joseph in Valkenburg aan de Geul. Dort befindet sich heute noch das Provinzialat für die deutsch-niederländische Provinz. Seit 1939 trägt die Gemeinschaft den Namen „Franziskanerinnen vom hl. Josef“. 1984 erhielt die Kongregation den Status päpstlichen Rechts. Das Generalat befand sich bis August 2011 am Gründungsort Schweich und wurde dann mangels Ordensnachwuchs in Europa nach Curitiba im brasilianischen Bundesstaat Paraná verlegt.